# The Tyrant of the Veldt
The Tyrant of the Veldt è un cortometraggio muto del 1915 diretto e interpretato da Tom Santschi. Altri interpreti del film, prodotto dalla Selig Polyscope Company, sono Bessie Eyton, Lamar Johnstone, Tom Bates e Marion Warner.

## Trama
L'inglese James Rutherford si è trasferito in Sudafrica con moglie e figlia. Un altro emigrante inglese, Wilbur Robertson, si innamora di Helen, la figlia di Rutherford, ma il loro fidanzamento non ha luogo perché la giovane accetta, per aiutare il padre ormai in rovina, di sposare un loro vicino boero, Peter Van Havelaar. Un giorno, però, Peter, di ritorno a casa, scopre che la moglie è fuggita con Robertson. Preso un fucile, si mette sulle loro tracce. Intanto la coppia di fuggitivi, nascosta nella boscaglia, viene attaccata da un leopardo che sta per saltare addosso al bambino di Helen. Lei sprona il compagno a difendere il piccolo ma, visto la codardia che questi dimostra, lei lo colpisce e riesce a salvare il figlio dal feroce animale. Peter, giunto sul luogo, non può far altro che ammirare il coraggio dimostrato dalla moglie perdonando la sua fuga.

## Produzione
Il film fu prodotto dalla Selig Polyscope Company.

## Distribuzione
Distribuito dalla General Film Company, il film - un cortometraggio in una bobina - uscì nelle sale cinematografiche statunitensi il 24 aprile 1915.